# Саряй (село)
Саряй (лит. Sariai) — село в восточной части Литвы, входит в состав Швенчёнского района. По данным переписи 2011 года, население Саряя составляло 216 человек. Административный центр Саряйского староства. 

## География
Село расположено в центральной части района,  на берегу озера Саряй в 13 километрах к юго-западу от районного центра, города Швенчёнис. К востоку от Саряя проходит автодорога 102 Вильнюс — Швенчёнис — Зарасай.

## История
Во времена Советского Союза село было административным центром Саряйского района.

## Инфраструктура
В селе находятся:
- Почта

- Медпункт

- Библиотека (основана в 1973 году)
- Дом культуры

## Население
| 1905 | 1931 | 1959 | 1970 | 1979 | 1989 | 2001 | 2011 |
| ---- | ---- | ---- | ---- | ---- | ---- | ---- | ---- |
| 60   | 54   | 76   | 126  | 208  | 291  | 274  | 216  |

## Галерея

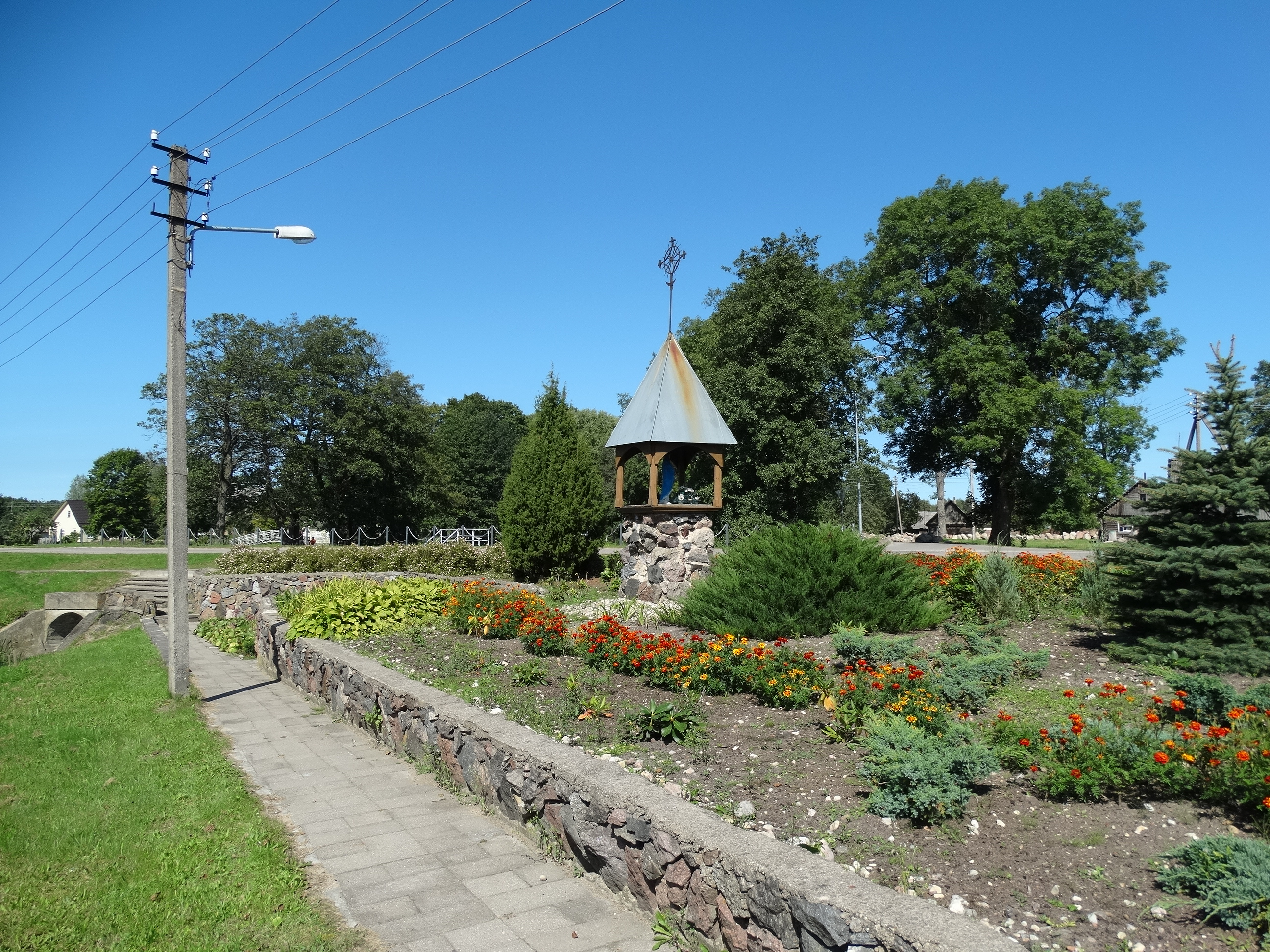
Часовня в центре Саряя
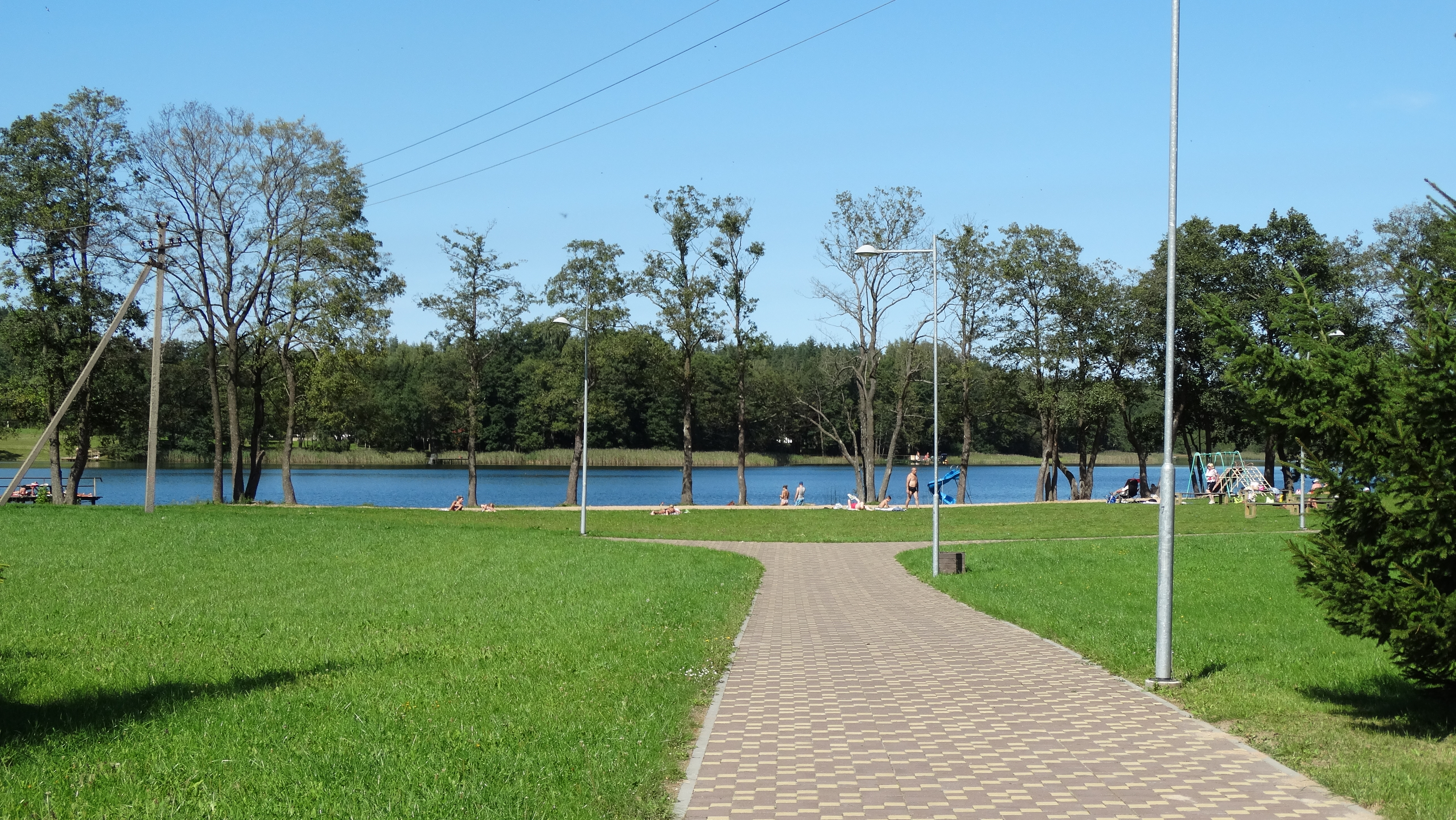
Пляж у озера
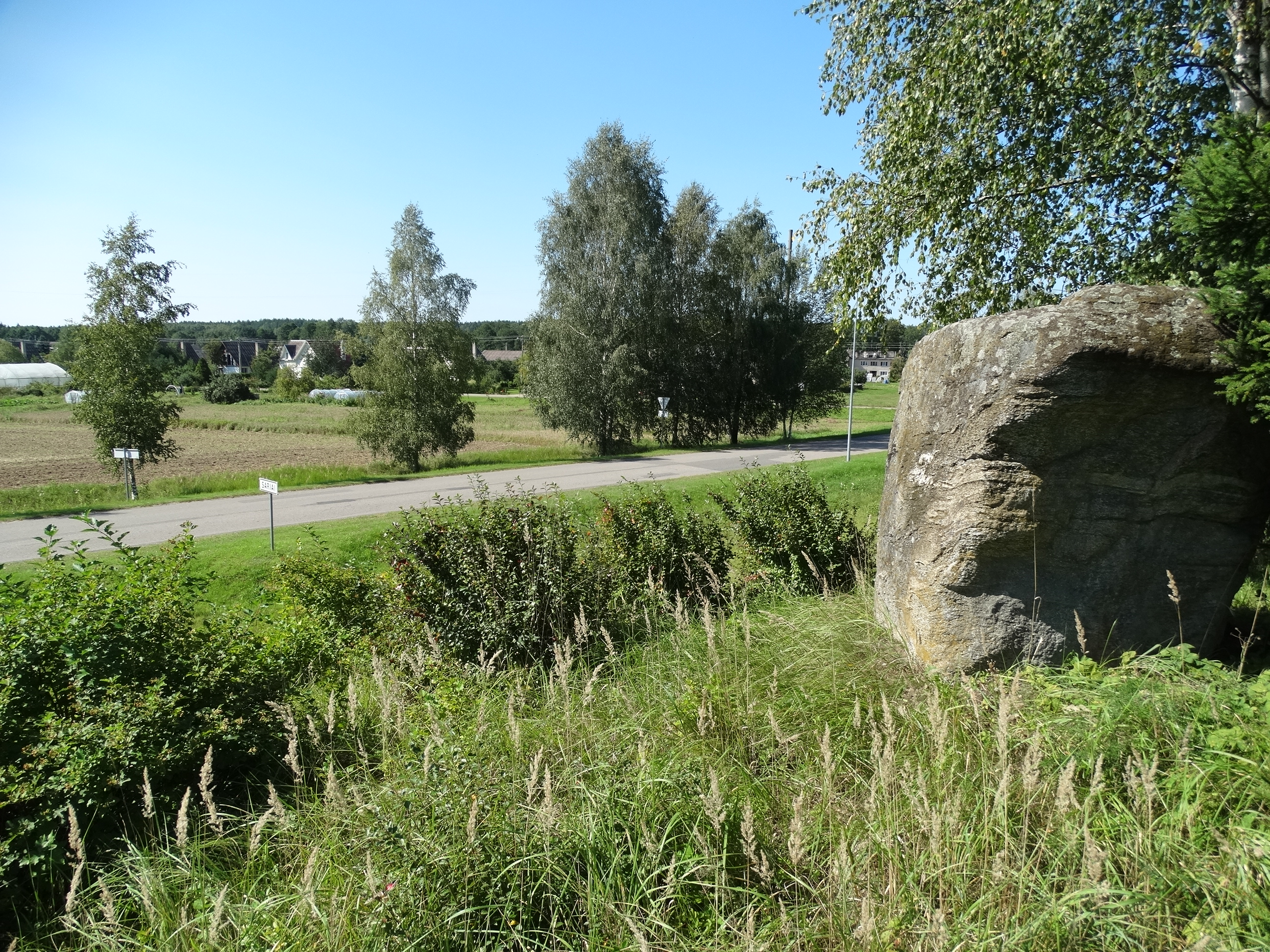
Большой валун